# Nottjärnen (Floda socken, Dalarna)
Nottjärnen är en sjö i Gagnefs kommun i Dalarna och ingår i Dalälvens huvudavrinningsområde.